# (11438) Зельдович
(11438) Зельдович (лат. Zeldovich) — типичный астероид главного пояса, открыт 29 августа 1973 года советским астрономом Тамарой Смирновой в Крымской астрофизической обсерватории и 9 мая 2001 года назван в честь советского учёного Якова Зельдовича.

## Обнаружение и именование
(11438) Зельдович
Открыт 29 августа 1973 года в Крымской астрофизической обсерватории Т. М. Смирновой.
Российский физик-теоретик Яков Борисович Зельдович (1914—1987) — автор классических работ по ядерной физике, физике горения и взрыва, астрофизике и космологии. Название было предложено Институтом прикладной астрономии. Зельдович был награждён медалью Брюса за 1983 год.
Оригинальный текст (англ.)11438 Zeldovich
Discovered 1973 Aug. 29 by T. M. Smirnova at the Crimean Astrophysical Observatory.
Russian theoretical physicist Yakov Borisovich Zeldovich (1914—1987) was the author of classic works on nuclear physics, the physics of combustion and explosion, astrophysics and cosmology. The name was suggested by the Institute of Applied Astronomy. Zeldovich was awarded the Bruce Medal for 1983.
Источники: 20010509/MPCPages.arc; M.P.C. 42672.

## Орбита

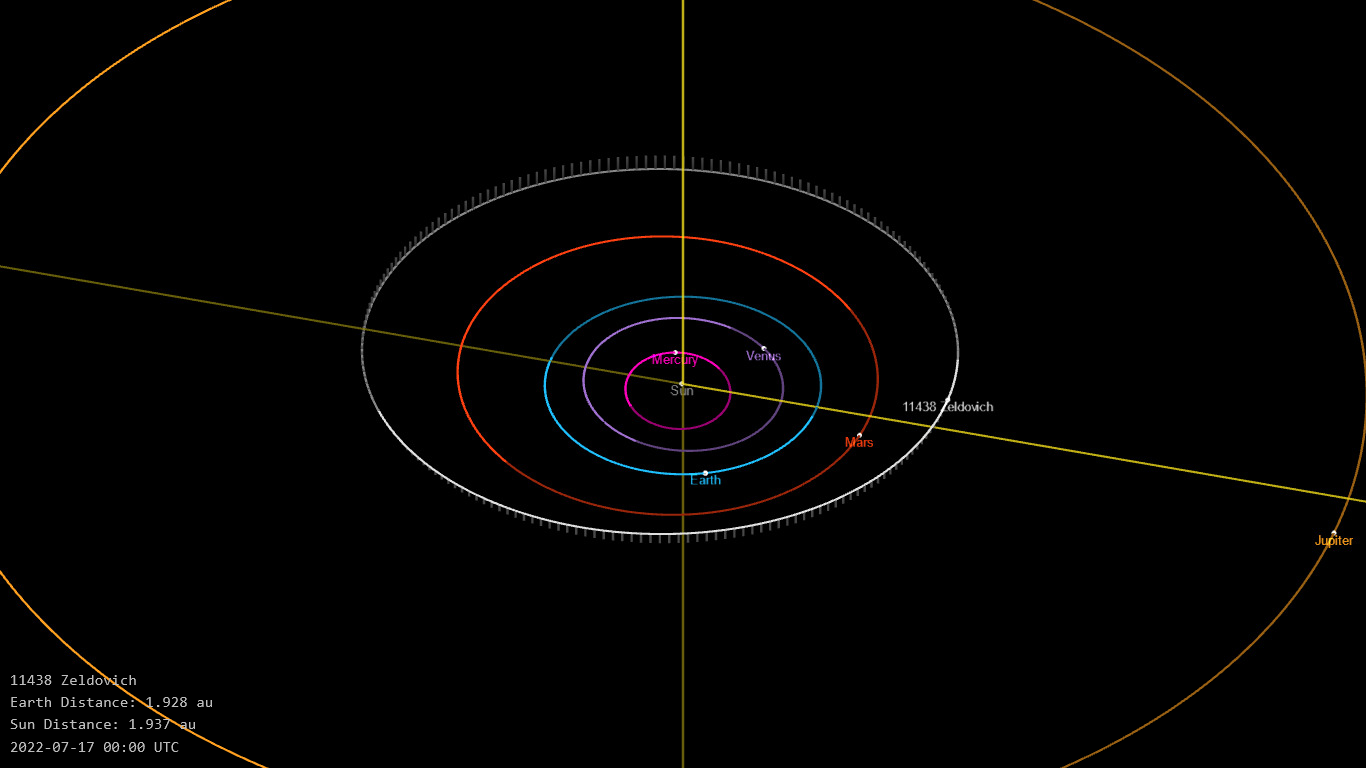
Орбита астероида Зельдович и его положение в Солнечной системе

## Физические характеристики
Астероид относится к таксономическому классу S.
По результатам наблюдений в видимом и ближнем инфракрасном диапазоне космического телескопа NEOWISE диаметр астероида оценивался равным 5,037±0,156 км.
Согласно тем же источникам альбедо оценивается как 0,3039±0,0489 и 0,304±0,049.